# Hasna Benhassi
Hasna Benhassi (in arabo حسنة بنحسي‎?; Marrakech, 1º giugno 1978) è una mezzofondista marocchina.

## Palmarès
| Anno | Manifestazione          | Sede       | Evento       | Risultato  | Prestazione | Note |
| ---- | ----------------------- | ---------- | ------------ | ---------- | ----------- | ---- |
| 1997 | Mondiali                | Atene      | 800 m piani  | Semifinale | 2'03"70     |      |
| 1997 | Giochi del Mediterraneo | Bari       | 800 m piani  | Oro        | 2'03"70     |      |
| 1998 | Campionati africani     | Dakar      | 800 m piani  | Argento    | 2'01"24     |      |
| 1999 | Mondiali indoor         | Maebashi   | 800 m piani  | 5ª         | 1'59"57     |      |
| 2000 | Giochi olimpici         | Sydney     | 800 m piani  | 8ª         | 1'59"27     |      |
| 2000 | Campionati africani     | Algeri     | 800 m piani  | Oro        | 1'59"01     |      |
| 2001 | Mondiali indoor         | Lisbona    | 1500 m piani | Oro        | 4'10"83     |      |
| 2002 | Campionati africani     | Radès      | 1500 m piani | Bronzo     | 4'20"15     |      |
| 2003 | Mondiali indoor         | Birmingham | 1500 m piani | 8ª         | 4'09"03     |      |
| 2004 | Giochi olimpici         | Atene      | 800 m piani  | Argento    | 1'56"43     |      |
| 2004 | Giochi olimpici         | Atene      | 1500 m piani | 12ª        | 4'12"90     |      |
| 2005 | Mondiali                | Helsinki   | 800 m piani  | Argento    | 1'59"42     |      |
| 2006 | Mondiali indoor         | Mosca      | 800 m piani  | Bronzo     | 2'00"34     |      |
| 2007 | Mondiali                | Osaka      | 800 m piani  | Argento    | 1'56"99     |      |
| 2008 | Giochi olimpici         | Pechino    | 800 m piani  | Bronzo     | 1'56"73     |      |
| 2009 | Mondiali                | Berlino    | 800 m piani  | Semifinale | 2'00"06     |      |